# Ingjald Helgasson
Ingjald Helgasson (apodado el Blanco, n. 786) fue un caudillo hiberno-nórdico, un vikingo y señor de la guerra en el siglo IX, según el Landnámabók, ("libro de los asentamientos") hijo de Helgi Olafsson (n. 795), hijo de Olaf Geirstad-Alf, hijo de Gudrød el Cazador y este a su vez hijo de Halfdan Hvitbeinn, por lo tanto Ingjald su tataranieto y generacionalmente vinculado con los reyes de la casa de Yngling de Vestfold, Noruega.
Sin embargo la saga de Laxdœla menciona que era «hijo del rey Frodi el Valiente, que fue asesinado por el jarl Swerting y sus hijos».
La saga Eyrbyggja cita a su madre que se llamaba Thora, hija de Sigurd Ragnarsson, uno de los hijos del legendario Ragnar Lodbrok.
Ingjald tuvo al menos un hijo, Olaf el Blanco, que llegó a ser monarca del reino de Dublín hacia el año 853.

## Islandia
En las sagas islandesas aparece un Ingjaldur Helgason (n. 868), de Kristnes, Hrafnagil, Eyjafjörður en Islandia. Hijo mayor de Helgi Eyvindarson. Aparece mencionado en la saga de Víga-Glúms, y la saga Eyrbyggja. Se casó con Salgerður Steinmóðsdóttir (n. 860), una hija de Steinmóður Ólversson (n. 810), un personaje de la saga de Grettir, y de esa relación nacieron: Eýja (n. 900), Steinólfur (905 - 982) y Eyjólfur Ingjaldarson.